# Qualificazioni al Campionato CONCACAF 1973
Sono elencate di seguito le date e i risultati per le qualificazioni al Campionato CONCACAF 1973.

## Formula
14 membri CONCACAF: 6 posti disponibili per la fase finale. Nessuna squadra è qualificata direttamente alla fase finale. Le qualificazioni si compongono di sei gruppi (quattro gruppi da tre squadre e due gruppi da due). Ogni squadra gioca partite di andata e ritorno: le prime classificate (dei gruppi di tre squadre) e le vincenti (dei gruppi di due squadre) si qualificano per la fase finale.

## Gruppo 1
| Arbitro: | Parsons |

|                                    |           |                       |
| Parsons 5’ Twamley 41’ Johnson 83’ | Marcatori | 65’ Roy 88’ Getzinger |

| Arbitro: | Chaplin |

|  |           |              |
|  | Marcatori | 61’ Borbolla |

| Arbitro: | Henriquez |

|                    |           |                       |
| Roy 14’ Geimer 25’ | Marcatori | 9’ MacKay 81’ Douglas |

| Arbitro: | De Gourville |

|                                    |           |         |
| Victorino 14’ Bustos 48’ Borja 60’ | Marcatori | 78’ Roy |

| Arbitro: | Koetsier |

|                          |           |              |
| Victorino 21’ Bustos 46’ | Marcatori | 40’ Robinson |

| Arbitro: | Soto Paris |

|           |           |                           |
| Geimer 8’ | Marcatori | 11’ Ceballos 55’ Borbolla |

| Pos | Squadra     | P.ti | G | V | N | P | GF | GS | DR |
| --- | ----------- | ---- | - | - | - | - | -- | -- | -- |
| 1   | Messico     | 8    | 4 | 4 | 0 | 0 | 8  | 3  | +5 |
| 2   | Canada      | 3    | 4 | 1 | 1 | 2 | 6  | 7  | -1 |
| 3   | Stati Uniti | 1    | 4 | 0 | 1 | 3 | 6  | 10 | -4 |

Messico si qualifica alla fase finale.

## Gruppo 2
| Arbitro: | Pageotte |

|                   |           |  |
| Melgar 89’ (rig.) | Marcatori |  |

| Arbitro: | Kibritpan |

|  |           |            |
|  | Marcatori | 65’ Melgar |

Guatemala si qualifica alla fase finale.

## Gruppo 3
| Arbitro: | Archundia |

|                    |           |              |
| Bran 32’ Gómez 57’ | Marcatori | 40’ Paniagua |

| Arbitro: | Ramirez |

|                                          |           |                           |
| Elizondo 8’ Sáenz 50’ Cárcamo 60’ (rig.) | Marcatori | 70’ Urquía 85’, 90’ Gómez |

Honduras si qualifica alla fase finale.

## Gruppo 4
|  | Giamaica | – | Antille Olandesi |  |

|  | Antille Olandesi | – | Giamaica |  |

Giamaica si ritira, Antille Olandesi si qualifica alla fase finale.

## Gruppo 5
| Arbitro: | Archundia |

|                                                                     |           |  |
| Barthélemy 11’ Désir 14’ François 21’ Sanon 30’, 33’, 67’ Vorbe 73’ | Marcatori |  |

| Arbitro: | Canessa |

|  |           |                                           |
|  | Marcatori | 22’ Bayonne 39’ Désir 48’, 73’, 80’ Sanon |

Haiti si qualifica alla fase finale.

## Gruppo 6
| Arbitro: | Alvarez Alfaro |

|                                                                                          |           |            |
| Llewellyn 19’, 38’, 44’ David 42’, 70’, 79’ Spann 49’, 68’ Brewster 59’ Roberts 84’, 89’ | Marcatori | 20’ Morris |

| Arbitro: | Ortiz Perez |

|             |           |                         |
| Edwards 80’ | Marcatori | Llewellyn 10’ David 30’ |

| Arbitro: | Landauer |

|                          |           |                   |
| Brewster 63’ Roberts 68’ | Marcatori | 87’ (rig.) Zebeda |

| Arbitro: | Landauer |

|            |           |           |
| Zebeda 75’ | Marcatori | 35’ David |

| Arbitro: | Amarica |

|  |           |                       |
|  | Marcatori | Doesburg Schal Miller |

| Arbitro: | Amarica |

|                            |           |            |
| Zebeda 24’, 68’ Sordam 41’ | Marcatori | 33’ Morris |

| Pos | Squadra           | P.ti | G | V | N | P | GF | GS | DR  |
| --- | ----------------- | ---- | - | - | - | - | -- | -- | --- |
| 1   | Trinidad e Tobago | 7    | 4 | 3 | 1 | 0 | 16 | 4  | +12 |
| 2   | Guyana olandese   | 5    | 4 | 2 | 1 | 1 | 11 | 4  | +7  |
| 3   | Antigua e Barbuda | 0    | 4 | 0 | 0 | 4 | 3  | 22 | -19 |

Trinidad e Tobago si qualifica alla fase finale.